# Calle Independencia (Oviedo)
La calle Independencia es una vía pública de la ciudad española de Oviedo.

## Descripción
La vía, que adquirió título propio en 1887, formó parte del camino real de Galicia y de la carretera de Grado. Nace de la calle Uría, donde conecta con Melquiades Álvarez, y llega hasta la N-634, donde se funde con la avenida de Santander. Tiene cruce con la confluencia de las calles Marqués de Pidal y Viaducto del Ingeniero Marquina, así como con las calles Ventura Rodríguez, Arquitecto Reguera e Ingeniero Marquina. Alberga la Escuela de Minas de Oviedo. Aparece descrita en El libro de Oviedo (1887) de Fermín Canella y Secades con las siguientes palabras:

Independencia.—Es el arranque del antiguo camino real de Galicia, llamado después carretera de Grado, hasta los Arcos de los Pilares. Por acuerdo municipal de 1887.—Ent.: Uría.
(Canella y Secades, 1887, p. 113)